# Obodas II
Obodas II – król Nabatejczyków od około 62 do 59 p.n.e. Syn Aretasa III Filhellenosa, króla Nabatejczyków.
Istnienie Obodasa II było niepewne od lat. Jedynym dowodem była garść monet. Ostatnio znaleziono napis na wschód od Kanału Sueskiego, który potwierdził istnienie tego króla. On prawdopodobnie panował tylko kilka lat. Jego następcą został Malichus I (59-30 p.n.e.).